# مقدمات المراشد في علم العقائد (كتاب)
مقدمات المراشد في علم العقائد هو كتاب ضخم في علم الكلام من تأليف الإمام ابن خمير السبتي (ت 614هـ)، يقول الدكتور محمد بنشريفة في وصفه: «يعتبر كتاب "مقدمات المراشد من أقدم تآليف المغاربة في علم الكلام، وهو من أهمها إن لم نقل أهمها على الإطلاق، وهو عبارة عن عقيدة وسطى تبتعد عن الإطناب وتقترب من الإيجاز كما يقول ابن خمير في الديباجة، ولكن الإطناب والإيجاز أمران نسبيان يختلفان باختلاف العصور، فالعقيدة في نظر مؤلفها ووقتها عقيدة وسطى، لكنها تبدو لنا الآن من المطولات».

## نبذة عن المؤلف
مؤلف الكتاب هو أبو الحسن علي بن أحمد بن خمير السبتي الأموي، كان فقيها مالكيا شاعرا أصوليا عالما أديبا لغويا توفي سنة 614هـ.

## محتوى الكتاب
يتضمن كتاب «مقدمات المراشد» عشرة أبواب؛ الثلاثة الأولى تمهيدية، والسبعة الباقية في مقدمات سبع هي - كما اعتبرها ابن خمير - قواعد العقائد في العلوم التي أوجب الله على جميع المكلفين، لا يحملها أحد عن أحد، ولا يستحق فرد اسم الإيمان إلا بعد تحصيلها. وقد قدم ابن خمير لهذه الأبواب بمقدمات ممهدات يوضح فيهن ما قصده من تأليف هذا الكتاب وهو البحث في الضروري من العقائد مختصرا وميسرا، وأشار إلى تميز تأليفه عن غيره في بابه بالتحقيق والتدقيق، وأن الجديد فيه هو خطابه المبسط للمتلقين المقتصَر فيه على الأهم والأقرب إلى فهمهم.

### الباب الأول التمهيدي
في «الكلام في الرد على من عاب هذا العلم وطعن فيه من أهل الزيغ والتعصب بالجزاف» وفيه سبعة فصول، دافع ابن خمير من خلالها عن علم الكلام دفاعا وافيا، وعدّد أصناف الطاعنين ورد أقوالهم واحتج في ذلك بأئمة المذاهب، مستعملا أسلوب الحوار مثل «فإن قالوا...قيل لهم» و«فإن قيل...قلنا»، وهو ما اعتمده أسلوبا موحدا في باقي الأبواب.

### الباب الثاني التمهيدي
في «الكلام في العقل والمعقول والتكليف والمكلف» وفيه فصلان.

### الباب الثالث التمهيدي
في «ما يجب على المكلف العلم به، ويحرم عليه تركه، ولا تبرأ الذمة إلا بتحصيله» وفيه خمسة فصول.

### الباب الرابع
ويضم مقدمتين؛ الأولى في «أسباب العلم بحدث العالم»، وحاصلها أن يعلم المكلف أن هذا العالم بأسره حادث مفعول كائن بعد أن لم يكن، والثانية في«العلم بإثبات صانعه تعالى والرد على النفاة المعطلة من أوجه مختلفة»، وحاصلها أن يعلم المكلف أن للعالم فاعلا مختارا كان ولا شيء معه ثم أبدعه واخترعه، ويضم الباب خمسة فصول.

### الباب الخامس
ويضم المقدمة الثالثة في «نفي التشبيه بين الخالق تعالى وخلقه» وحاصلها أن يعلم المكلف أن مخترع العالم لا شبيه له ولا نظير، ولا كفء ولا عديل، وفي الباب خمسة فصول.

### الباب السادس
اشتمل على المقدمة الرابعة في «الاستدلال على وحدانية الباري تعالى في ملكه وانفراده بأفعاله واستحالة الشركاء عليه تعالى» وحاصلها أن يعلم المكلف أن الله واحد في ملكه، منفرد بفعله، لا يجوز أن يشركه أحد، ولا يخترع في الوجود جوهرا فردا ولا عرضا إلا هو، وفي الباب ثمانية فصول.

### الباب السابع
ويضم المقدمة الخامسة في «إثبات الصفات المعنوية لله تعالى» وحاصلها أن يعلم المكلف أن لله صفات الكمال والجلال، وأنه منفرد بها ولا شبيه لها من صفات المخلوقين، وتحت هذا الباب ثمانية عشر فصلا.

### الباب الثامن
في «الكلام في ما يجوز له تعالى من أحكام في خليقته»، وفي الباب ثلاثة وعشرون فصلا.

### الباب التاسع
يتضمن الكلام عن القاعدة السادسة في «إثبات النبوة» ومفادها أن يعلم المكلف أن الله أرسل الرسل وأيدهم بالمعجزات، وأنزل عليهم الكتب، فبلغوا، وأدوا لنا أمره ونهيه، ووعده ووعيده، وشهدت المعجزات على صدقهم في كل ما أخبروا به عنه شهادة لا ترد. (وتحت الباب واحد وثلاثون فصلا).

### الباب العاشر
وفيه المقدمة السابعة والأخيرة في الكلام عن «السمعيات التي يجب الإيمان بها والعمل بما يكتسب من أوامرها ويجتنب من نواهيها» ومفادها أن يعلم المكلف ما ألزمه الرسل العلم به من الغائبات، وما صح له العمل به من المشروعات، إذ لا يصح له العمل ولا تبرأ الذمة منه إلا بعد العلم بكيفيته –على قول الجماعة- ويضم الباب الأخير سبعة وعشرين فصلا.

## طبعات الكتاب
طبع الكتاب بتحقيق الدكتور جمال علال البختي، الطبعة الأولى لمطبعة الخليج العربي بتطوان سنة 2004م، وطبعة أخرى لمكتبة الثقافة الدينية بالقاهرة سنة 2011م. وطبعة للكتاب للدكتور أحمد عبد الرحيم السايح والمستشار توفيق علي وهبة، منقولة عن الطبعة الأصلية الأولى بتحقيق الدكتور جمال علال البختي،[بحاجة لمصدر] وقد صدرت عن مكتبة الثقافة الدينية سنة 2007م، بعنوان «مقدمات المراشد إلى علم العقائد في دفع شبهات المبطلين والملحدين».